# Mesochorus sicculus
Mesochorus sicculus är en stekelart som beskrevs av Dasch 1974. Mesochorus sicculus ingår i släktet Mesochorus och familjen brokparasitsteklar. Inga underarter finns listade i Catalogue of Life.